# Сабирова, Карина Ибрагимовна
Карина Ибрагимовна Сабирова  (каз. Карина Ибраһимқызы Сабырова род. 23 марта 1998 года, Астрахань, Россия) — российская гандболистка. Может играть на позициях левого полусреднего и разыгрывающего. Игрок и капитан гандбольного клуба ЦСКА, игрок сборной России. Мастер спорта России международного класса.

## Биография
Карина Сабирова — воспитанница астраханской гандбольной школы. С 2012 года Карина — игрок дублирующего состава «Астраханочки». Этим же временем датируется её первое попадание в еврокубковую заявку клуба. С сезона 2013/2014 активно участвует в матчах основной команды, продолжая выступать и за дубль. В 2016 году стала чемпионкой России. На групповой стадии розыгрыша Лиги чемпионов ЕГФ сезона 2016/2017 стала с 42 забитыми мячами вторым лучшим бомбардиром турнира.
Призывалась под знамёна юниорской, молодёжной и главной национальной команды.
Наивысшие карьерные достижения на данный момент — золото чемпионата мира по гандболу среди девушек до 18 лет и признание MVP этого турнира.
Сабирова выступает за ЦСКА с лета 2021 года. В составе ЦСКА завоевала Кубок России и стала серебряным призёром Суперлиги. Перед сезоном-2022/23 стала капитаном команды.

## Спортивные достижения
- Чемпионат России («Астраханочка») — 2016.
- Чемпионат России (ЦСКА) — 2023.
- Чемпионат России (ЦСКА) — 2022.
- Чемпионат России («Астраханочка») — 2015.
- Чемпионат России по гандболу среди дублирующих составов («Астраханочка») — 2016.
- Кубок России (ЦСКА) — 2022, 2023.
- Кубок России («Астраханочка») — 2016.
- Суперкубок России (ЦСКА) — 2022.
- Суперкубок России («Астраханочка») — 2016.
- Летние юношеские Олимпийские игры 2014 — 2014.
- Чемпионат Европы по гандболу среди девушек до 17 лет — 2015.
- Чемпионат мира по гандболу среди девушек до 18 лет — 2016.